# Stafford River
Der Stafford River ist ein Fluss im Westland District in der Region West Coast auf der Südinsel von Neuseeland.

## Geographie
Der Stafford River entspringt rund 800 m westlich eines 884 m hohen Gipfel in den Stafford Range und fließt nach einer anfänglichen westlichen Richtung entlang der McArthur Tops in nordnordwestliche Richtung westlich entlang der Stafford Range zu seiner Mündung in die Stafford Bay und damit in die Tasmansee. Der Fluss besitzt eine Gesamtlänge von rund 12 km.